# سيمون غرينليف
سيمون غرينليف (بالإنجليزية: Simon Greenleaf)‏ هو محامي أمريكي، ولد في 5 ديسمبر 1783 في نيوبوريبورت في الولايات المتحدة، وتوفي في 6 أكتوبر 1853 في كامبريدج في الولايات المتحدة.